# Schloss Leoprechting

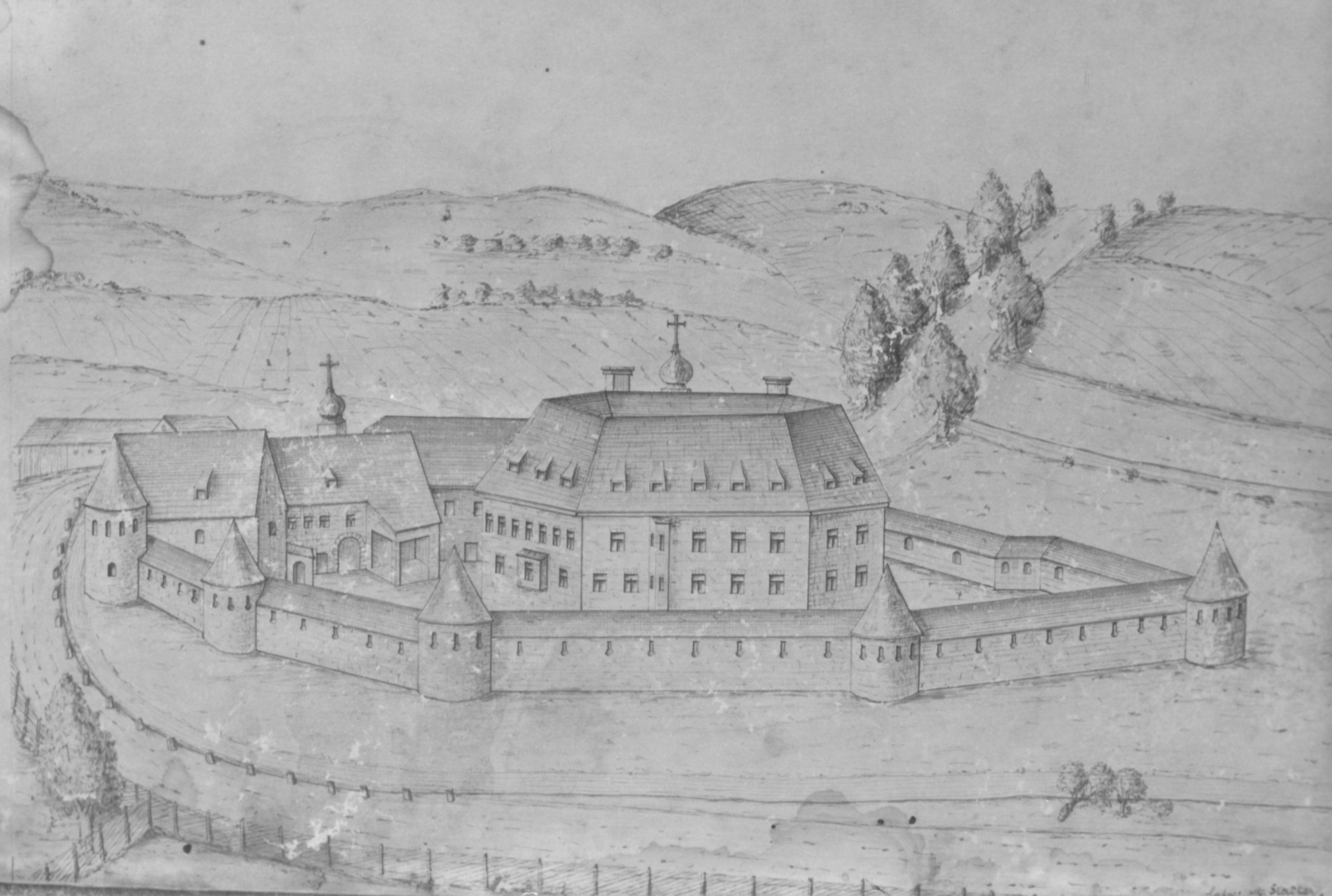

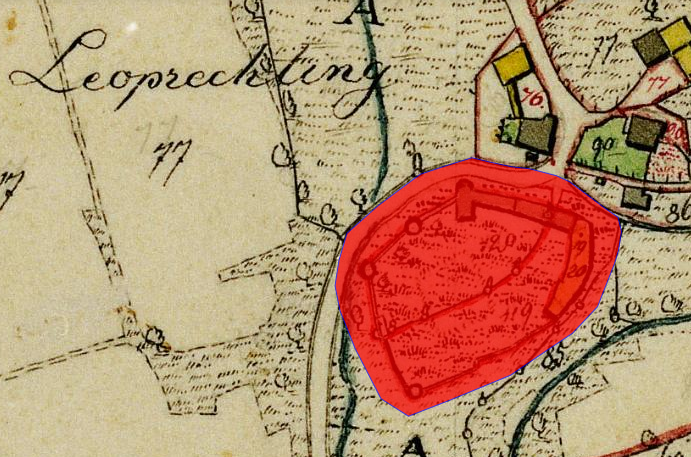
Lageplan von Schloss Leoprechting auf dem Urkataster von Bayern

Das abgegangene Schloss Leoprechting war ein Schloss in Leoprechting, einem Ortsteil des niederbayerischen Marktes Hutthurm im Landkreis Passau. Die Anlage wird als Bodendenkmal unter der Aktennummer D-2-7346-0143 im Bayernatlas als „untertägige spätmittelalterliche und frühneuzeitliche Befunde und Funde im Bereich des Schlosses und Hofmarks- bzw. Pfleggerichtssitz Leoprechting“ geführt. Ebenso ist sie unter der Aktennummer D-2-75-128-22 und D-2-75-128-21 als denkmalgeschütztes Baudenkmal von Leoprechting verzeichnet.

## Geschichte
Schloss Leoprechting wurde um 1342 durch Walhun den Haderer als große Weiherhausanlage mit einem im Vieleck um einen Innenhof gruppierten Wohnbau erbaut. Mit Christian von Watzmannsdorf gelangte 1371 der Adelssitz in die Hände der Watzmannsdorfer. 1527 verstarb mit Christoph II. der letzte männliche Watzmannsdorfer. 1581 verkauften seine Erben Schloss und Herrschaft an das Hochstift Passau. Im 16. Jahrhundert erfolgten Aus-/Umbauten, das Schloss wurde ab 1593 als Sitz eines Pfleggerichts des Hochstifts genutzt. Es wurde dann mit dem größten Teil des hochstiftischen Gebietes zugunsten Ferdinands von Toskana säkularisiert. Seit den Friedensverträgen von Brünn und Preßburg 1805 gehört der Ort zu Bayern. Das Schloss wurde gegen Abbruch verkauft und wurde 1876 schon als verfallen beschrieben. Erhalten ist der Nordflügel der Nebengebäude. 